# Amsterdam Global Village
Pour plus de détails, voir Fiche technique et Distribution.
Amsterdam Global Village est un film documentaire néerlandais réalisé par Johan van der Keuken en 1996.

## Synopsis
Entrecoupé de séquences filmées dans les rues d'Amsterdam, en particulier de fêtes traditionnelles ou modernes (la Saint-Nicolas, le jour de la Reine, mais aussi une boîte de nuit...), des présentations courtes d'habitants alternent avec quelques portraits plus approfondis, portant sur des personnes originaires de toutes les régions du monde : un coursier d'origine marocaine atteint du syndrome de Gilles de la Tourette, un musicien bolivien qui a un bébé avec son épouse néerlandaise, un homme d'affaires tchétchène. Parfois on les suit dans leur pays d'origine, qu'ils aillent retrouver leur famille en Bolivie ou apporter une aide humanitaire dans une Tchétchénie en guerre.

## Fiche technique
- Titre original : Amsterdam Global Village
- Réalisation : Johan van der Keuken
- Scénario : Johan van der Keuken[1]
- Prise de vue : Johan van der Keuken
- Lumière : Johan van der Keuken
- Son : Noshka van der Lely
- Montage : Barbara Hin, Johan van der Keuken
- Production : Pieter van Huystee, Claudia Weinbeck
- Mixage : Jack Bol
- Pays de production :  Pays-Bas
- Genre : film documentaire
- Durée : 235 minutes[1] ou 245 minutes[2]

## Production
Le film a été tourné entre novembre 1994 et juin 1996. Il est dédié à la mémoire de Bert Schierbeek (en), portant dans le générique de fin une citation de cet écrivain mort en 1996 : « J'ai toujours pensé que la vie, c'est 777 histoires à la fois ».

## Réception critique
Les Inrockuptibles considèrent que « à la vision d’Amsterdam global village, on comprend (...) pourquoi il fait partie des plus grands documentaristes contemporains avec Frederick Wiseman ou Raymond Depardon », notant comment la structure du film apparaît progressivement, justifiant la longueur du film. Emmanuel Poncet, dans Libération souligne le « rapport de proximité entre les plans, les gens, les lieux, les histoires », sans cacher la longueur du film. Norbert Creutz, dans Le Temps, compare ce film à Route One/USA de Robert Kramer, car « à la fois retour aux sources, état des lieux et invitation au voyage, il rassemble le meilleur de son auteur ».